# ACC (linguaggio di programmazione)
ACC è un compilatore "quasi" C per il sistema operativo MS-DOS fornito sulla linea di computer IBM PC. Il compilatore e i programmi compilati girano sotto MS-DOS su qualsiasi processore Intel 80386 o superiore. Oltre al compilatore, ACC include un assembler 386 e un linker per combinare file multipli di oggetti.